# Lagoa do Mato
Lagoa do Mato est une municipalité brésilienne située dans l'État du Maranhão.